# Симеон (епископ Ростовский)
Епископ Симеон (ум. 1314, Суздаль) — епископ Владимирский, Суздальский и Нижегородский (1295—1299), Ростовский и Ярославский (1299—1311).

## Биография
Хиротонисан на Владимирскую кафедру в 1295 году (по другим источникам, в 1297 году) митрополитом Киевским и всея Руси Максимом. С Измаилом, епископом Сарайским, в 1296 году, на съезде князей в городе Владимире, «смирил и привёл их в любовь». Нелюбье, как выражено в Новгородской IV летописи, столь было велико, что «за малым Бог унёс от кровопролития, и разъехашася кождо во свояси».
18 апреля 1299 года митрополит Максим, «не терпя насилия татарского, остави митрополию, иже в Киеве, и беже из него» во Владимир со всем своим клиром, а Симеону дал Ростовскую кафедру, которая тогда была праздною за оставлением её епископом Тарасием. Спустя год по перемещении в Ростов епископ Симеон сопутствовал митрополиту Максиму в Великий Новгород, где ими и хиротонисан тамошний архиепископ Феоктист 29 июня 1300 года.
Оставил епархию в 1311 году, а скончался в 1314 году в Суздале.